# 배트맨 2
《배트맨 2》(영어: Batman Returns)은 1992년 개봉한 팀 버튼의 배트맨의 속편이다.

## 줄거리
고담시에서 부유한 사교계 명사 부부는 기형적이고 야성적인 아들 오스왈드가 태어나자 그를 하수구에 버리는데, 그곳에서 펭귄 가족에게 길러진다. 33년 후, 크리스마스 시즌에 부유한 기업가 맥스 슈렉은 전국적으로 어린이 실종 사건과 연루된 전직 서커스 단원 집단인 레드 트라이앵글 갱단에게 납치되어 버려진 고담 동물원의 북극 전시관에 있는 은신처로 끌려간다. 이제 펭귄으로 불리는 그들의 리더 오스왈드는 슈렉의 부패와 살인 행위에 대한 증거로 그를 협박하여 오스왈드를 고담의 엘리트에 다시 합류시키는 데 도움을 강요한다. 슈렉은 시장의 어린 자녀를 납치하는 것을 조작하여 오스왈드가 아이를 구출하고 대중의 영웅이 되게 한다. 그 대가로 오스왈드는 고담의 첫째 아들을 연구하여 자신의 진정한 정체를 알아내기 위해 시의 출생 기록에 접근할 것을 요청한다.
슈렉은 자신의 소심한 비서인 셀리나 카일이 고담의 전력을 은밀히 고갈시키고 저장할 발전소 건설 계획을 우연히 발견하자 그녀를 창밖으로 밀어 죽이려 한다. 셀리나는 살아남아 집으로 돌아와 분노에 차서 의상을 만들고 캣우먼이라는 이름을 채택한다. 슈렉의 놀랍게도 셀리나는 새로운 자신감과 적극성을 가지고 직장으로 돌아오고, 방문한 억만장자 브루스 웨인의 즉각적인 관심을 사로잡는다. 자신의 또 다른 자아인 자경단원 배트맨으로서 웨인은 오스왈드를 조사하며 레드 트라이앵글 갱단과의 연관성을 의심한다. 자신의 발전소에 대한 장애물을 제거하기 위해 슈렉은 오스왈드에게 시장에 출마하여 고담에 레드 트라이앵글을 풀어 현 시장을 약화시키도록 설득한다. 배트맨이 혼돈을 막으려는 시도는 캣우먼과의 대결로 이어진다. 한편, 셀리나와 웨인은 데이트를 시작하고, 캣우먼은 오스왈드와 협력하여 배트맨의 명성을 더럽힌다.
고담의 크리스마스 트리 점등식 동안 오스왈드와 캣우먼은 고담의 미녀 여왕인 아이스 프린세스를 납치하고 배트맨을 행사 위의 옥상으로 유인한다. 오스왈드는 박쥐 떼와 함께 아이스 프린세스를 죽음으로 밀어 넣어 배트맨에게 누명을 씌운다. 캣우먼이 살인에 반대하고 오스왈드의 성적인 접근을 거부하자 그는 그녀를 공격하여 유리 온실을 뚫고 추락시킨다. 배트맨은 배트모빌을 타고 탈출하지만, 레드 트라이앵글 갱단이 차를 손상시켰고, 오스왈드가 원격 제어로 난동을 부리게 된다. 통제권을 되찾기 전에 배트맨은 오스왈드가 고담 시민들을 모욕하는 격렬한 비난을 녹음하고 오스왈드의 시장 유세 중에 이를 틀어 그의 대중 이미지를 파괴하고 그를 고담 동물원으로 후퇴하게 만든다. 그곳에서 오스왈드는 자신의 인간성을 포기하고 펭귄으로서의 정체성을 완전히 받아들이며, 자신의 버려진 것에 대한 복수로 고담의 첫째 아들들을 납치하고 죽이려는 계획을 실행한다.
셀리나는 슈렉의 자선 무도회에서 슈렉을 죽이려 하지만 웨인이 개입하고 그들은 우연히 서로의 비밀 정체를 알게 된다. 펭귄은 슈렉의 아들 칩을 납치할 목적으로 행사를 난장판으로 만들지만 슈렉은 대신 자신을 내어준다. 배트맨은 레드 트라이앵글 갱단을 방해하고 납치를 중단시켜 펭귄이 미사일 장착 펭귄 군대를 풀어 고담을 파괴하도록 강요한다. 그러나 배트맨의 집사 알프레드 페니워스는 제어 신호를 재정의하여 펭귄들을 고담 동물원으로 되돌려 보낸다. 미사일이 동물원을 파괴하자 배트맨은 박쥐 떼를 풀어 펭귄을 북극 전시관의 오염된 물에 빠뜨린다. 캣우먼이 슈렉과 대면하기 위해 도착하고, 배트맨이 복수를 포기하고 자신과 함께 떠나라는 간청을 거부한다. 슈렉은 그녀를 네 번 쏘지만 그녀는 영향을 받지 않는 듯하며, 자신에게 아홉 목숨 중 두 목숨이 남았다고 말한다. 캣우먼은 슈렉을 감전시켜 둘 다 죽이는 것처럼 보이는 전력 서지를 일으키지만, 배트맨은 슈렉의 불에 탄 유해만을 발견한다. 펭귄은 마지막으로 한 번 더 나타나지만 배트맨을 공격하기 전에 부상으로 쓰러진다. 그의 펭귄들은 그를 물속에 안장한다.
얼마 후, 알프레드가 웨인을 집으로 데려다주면서 셀리나의 실루엣을 발견하지만 고양이 한 마리만 발견하여 데리고 간다. 배트 시그널이 도시 위를 비추고 캣우먼이 그것을 올려다본다.

## 배역
- 마이클 키턴 - 배트맨 / 브루스 웨인
- 대니 드비토 - 펭귄맨 / 오스왈드 코블폿
- 미셸 파이퍼 - 캣우먼 / 셀리나 카일
- 크리스토퍼 워컨 - 맥스 슈렉
- 마이클 고프 - 알프레드 페니워스
- 팻 힝글 - 제임스 고든 서장
- 마이클 머피 - 시장
- 빈센트 스키아벨리 - 오건 그린더

## 한국판 성우진

### SBS (1994년 1월 1일)
- 이정구 - 배트맨(마이클 키턴)
- 장광 - 펭귄맨(대니 드비토)
- 강희선 - 캣우먼(미셸 파이퍼)
- 설영범 - 맥스(크리스토퍼 워컨)
- 임종국 - 알프레드(마이클 고)
- 김규식 - 고담 시 시장(마이클 머피)
- 이봉준 - 고든(팻 힝글)
- 이규화 - 맥스의 아들(앤드루 브리니아스키)
- 이진화 - 샐리나 엄마 / 제니(얀 훅스)
- 박영희 - 펭귄의 부하(안나 카타리나)
- 김민석 - 신문팔이(숀 웨일런) / 신문사에 전화걸던 기자(에릭 오나테)
- 차명화 - 납치된 여자(크리스티 코너웨이) / 캣우먼이 구해준 여자(조안 기아마르코)
- 강구한 - 팽귄의 부하(빈센트 스키아벨리)
- 김태웅 - 직원(스티브 위팅) / 팽귄의 부하(브랜즈컴 리치먼드)
- 김강산 - 팽귄의 부하(트래비스 맥케나)

### KBS (2012년 5월 4일)
- 이정구 - 브루스 웨인/배트맨(마이클 키턴)
- 유해무 - 펭귄(대니 드비토)
- 서혜정 - 캣우먼/셀리나(미셸 파이퍼)
- 김규식 - 알프레드(마이클 고)
- 노민 - 고든(팻 힝글)
- 오세홍 - 맥스(크리스토퍼 워컨)
- 이재용 - 고담 시장(마이클 머피)
- 이광수 - 맥스의 아들(앤드루 브리니아스키) / 광대
- 오인실 - 맥스의 회사 직원(잰 후크) / 셀리나의 엄마(전화 목소리) / 기자
- 김석환 - 팽귄의 부하(빈센트 스키아벨리) / TV 방송 음성
- 장민혁 - 신문 판매원(숀 웰런) / 맥스의 회사 직원(스티브 위팅) / 셀리나의 남자 친구(전화 목소리)
- 양유진 - 팽귄한테 죽는 여자(크리스티 코너웨이) / 맥스의 회사 직원 / 전화 음성
- 정성훈 - 삐에로(그레고리 스콧 커민스) / 기자